# Kroksjökalv
Kroksjökalv är en sjö i Älmhults kommun i Småland och ingår i Skräbeåns huvudavrinningsområde. Sjön har en area på 0,35 kvadratkilometer och ligger 164,1 meter över havet.

## Delavrinningsområde
Kroksjökalv ingår i det delavrinningsområde (626457-142155) som SMHI kallar för Utloppet av Getsjön. Medelhöjden är 170 meter över havet och ytan är 5,82 kvadratkilometer. Det finns inga avrinningsområden uppströms utan avrinningsområdet är högsta punkten. Vattendraget som avvattnar avrinningsområdet har biflödesordning 3, vilket innebär att vattnet flödar genom totalt 3 vattendrag innan det når havet efter 65 kilometer. Avrinningsområdet består mestadels av skog (54 procent) och sankmarker (25 procent). Avrinningsområdet har 1,02 kvadratkilometer vattenytor vilket ger det en sjöprocent på 17,5 procent.